# Campionati europei di ciclismo su strada 2010 - Gara in linea maschile Junior
La gara in linea maschile Junior dei Campionati europei di ciclismo su strada 2010 si è svolta il 18 luglio 2010 con arrivo ad Ankara, in Turchia, su un percorso totale di 135 km. La medaglia d'oro è stata vinta dallo sloveno Blaz Bogataj con il tempo di 3h10'59" alla media di 42,412 km/h, argento al francese Bryan Coquard e a completare il podio il portoghese Rafael Reis terzo.
Partenza con 116 ciclisti, dei quali 91 completarono la gara.

## Squadre partecipanti
| N.      | Cod. | Squadra         |
| ------- | ---- | --------------- |
| 550-553 | ALB  | Albania         |
| 558     | AUT  | Austria         |
| 559-568 | BEL  | Belgio          |
| 569-571 | BLR  | Bielorussia     |
| 572-577 | BUL  | Bulgaria        |
| 578-579 | CRO  | Croazia         |
| 580-583 | CZE  | Repubblica Ceca |
| 584-590 | ESP  | Spagna          |
| 594-598 | EST  | Estonia         |
| 600-602 | FIN  | Finlandia       |
| 606-613 | FRA  | Francia         |
| 614-622 | GRE  | Grecia          |
| 624-629 | IRL  | Irlanda         |
| 631-647 | ITA  | Italia          |

| N.      | Cod. | Squadra     |
| ------- | ---- | ----------- |
| 651-658 | LTU  | Lituania    |
| 659-663 | LUX  | Lussemburgo |
| 664-666 | MDA  | Moldavia    |
| 671-677 | POL  | Polonia     |
| 682-686 | PRT  | Portogallo  |
| 687-688 | ROU  | Romania     |
| 689-697 | RUS  | Russia      |
| 698-706 | SVN  | Slovenia    |
| 711     | SUI  | Svizzera    |
| 712-719 | SVK  | Slovacchia  |
| 720-722 | SWE  | Svezia      |
| 723-729 | TUR  | Turchia     |
| 730-736 | UKR  | Ukraina     |

## Ordine d'arrivo (Top 10)
| Pos. | Corridore       | Squadra     | Tempo    |
| ---- | --------------- | ----------- | -------- |
| 1    | Blaz Bogataj    | Slovenia    | 3h10'59" |
| 2    | Bryan Coquard   | Francia     | s.t.     |
| 3    | Rafael Reis     | Portogallo  | s.t.     |
| 4    | Paolo Simion    | Italia      | s.t.     |
| 5    | Luca Wackermann | Italia      | s.t.     |
| 6    | Carlos Jiménez  | Spagna      | s.t.     |
| 7    | Andrea Zordan   | Italia      | s.t.     |
| 8    | Pavel Ragel     | Bielorussia | s.t.     |
| 9    | Ruben Geerinckx | Belgio      | s.t.     |
| 10   | Nikita Zharovem | Bielorussia | a 1"     |